# Shawn Heins
Shawn Joseph Heins (* 24. Dezember 1973 in Eganville, Ontario) ist ein ehemaliger kanadischer Eishockeyspieler, der im Verlauf seiner aktiven Karriere zwischen 1991 und 2013 unter anderem 127 Spiele für die San Jose Sharks, Pittsburgh Penguins und Atlanta Thrashers in der National Hockey League (NHL) auf der Position des Verteidigers bestritten hat. Den Großteil seiner Laufbahn verbrachte Heins jedoch bei Fribourg-Gottéron in der Schweizer National League A (NLA), wo er sieben Jahre unter Vertrag stand und annähernd 360 Partien absolvierte. Mit den Eisbären Berlin aus der Deutschen Eishockey Liga (DEL) feierte er im Jahr 2005 den Gewinn der Deutschen Meisterschaft.

## Karriere
Heins spielte zunächst zwei Jahre von 1991 bis 1993 bei den Peterborough Petes und Windsor Spitfires in der Ontario Hockey League (OHL). Da er bis zum Ende der Spielzeit 1992/93 von keinem Franchise der National Hockey League (NHL) gedraftet worden war, schloss der Verteidiger zwei weitere Jahre mit den Renfrew Timberwolves in der zweiten kanadischen Juniorendivision an.

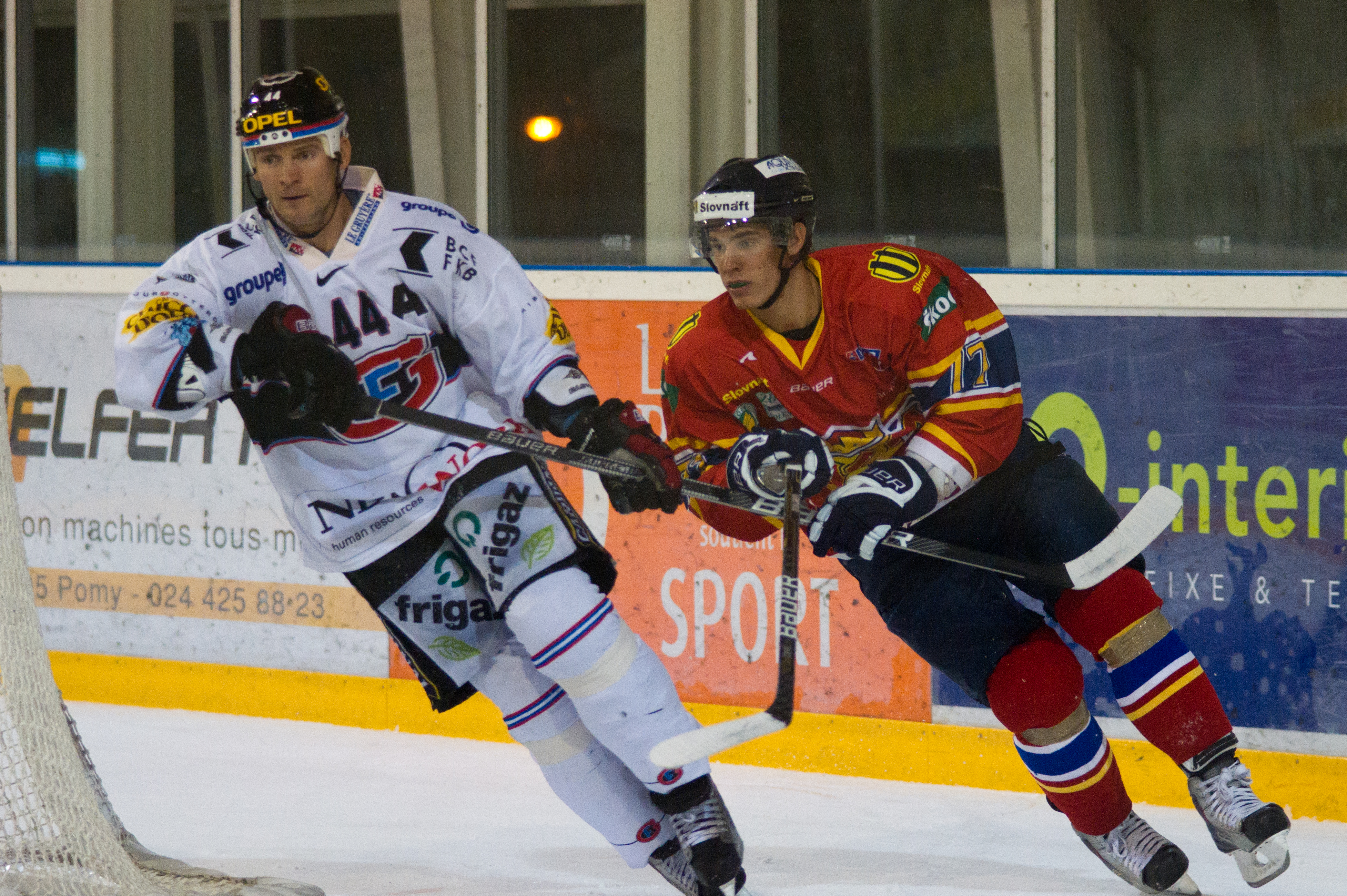
Heins (links) im Trikot von Fribourg-Gottéron (2010)

Zur Saison 1995/96 wechselte Heins endgültig ins Profilager und spielte für die Mobile Mysticks in der East Coast Hockey League (ECHL), ehe ihn die San Jose Sharks aus der NHL zum Ende der Spielzeit 1996/97 zur Vertragsunterschrift brachten. Diese setzten ihn zunächst in der International Hockey League (IHL) bei den Kansas City Blades ein, wo er in seiner ersten vollen Spielzeit 50 Scorerpunkte erreichte. Nachdem er große Teile der Saison 1998/99 beim kanadischen Eishockeyverband Hockey Canada, kam er zu seinen ersten fünf NHL-Einsätzen bei den Sharks. Im Verlauf der Millenniumssaison 1999/2000 erkämpfte sich der Kanadier den Platz des meist aus dem Kader gestrichenen, siebten Verteidigers, den er bis ins Spieljahr 2002/03 hinein ausfüllte, obwohl ihn langwierige Verletzungen immer wieder zurückwarfen. Im Februar 2003 gaben ihn die Sharks in einem Transfergeschäft zu den Pittsburgh Penguins ab. Dort beendete Heins die Saison, ehe er im Sommer als Free Agent zu den Atlanta Thrashers wechselte. Bei dem Versuch ihn in die American Hockey League (AHL) zu schicken, da sich Heins im Trainingscamp keinen Platz im NHL-Stammkader erkämpfen konnte, wählten die New York Rangers den Verteidiger von der Waiver-Liste aus. Die Thrashers konnten die Transferrechte an ihm bereits vier Tage später durch den Waiver Draft zurück erwerben und setzten ihn in der Folge hauptsächlich bei den Chicago Wolves in der AHL ein.
Nach der Saison 2003/04 verließ Heins den nordamerikanischen Kontinent in Richtung Europa und unterschrieb einen Vertrag bei den Eisbären Berlin aus der Deutschen Eishockey Liga (DEL). Am Ende der Spielzeit 2004/05 errang er mit der Mannschaft den Deutschen Meistertitel. Trotz des größten Erfolges seiner Karriere verließ er die Eisbären und wechselte für ein Jahr zum Ligarivalen Hannover Scorpions. Ab der Saison 2006/07 spielte er für Fribourg-Gottéron in der Schweizer National League A (NLA), wo er zwischen 2007 und 2010 als Mannschaftskapitän fungierte. Im April 2013 erhielt Heins nach einer Verletzung keinen neuen Vertrag bei Fribourg und kehrte zunächst nach Florida zurück, um wieder vollständig zu genesen. In der Folge beendete er seine aktive Laufbahn. Seine Trikotnummer 44 wurde im Jahr 2017 von Fribourg-Gottéron gesperrt und wird an keinen weiteren Spieler mehr vergeben.
Heins hielt bis zum 3. Dezember 2006 den Rekord für den härtesten Schlagschuss aller Zeiten mit 106 mph (170,6 km/h), ehe er von Chad Kilger abgelöst wurde.

## Erfolge und Auszeichnungen
| - 1998 Spengler-Cup-Gewinn mit dem Team Canada - 2000 Teilnahme am AHL All-Star Classic - 2000 AHL First All-Star Team - 2005 Deutscher Meister mit den Eisbären Berlin | - 2009 Spengler Cup All-Star-Team - 2013 Schweizer Vizemeister mit Fribourg-Gottéron - 2017 Sperrung der Trikotnummer 44 durch Fribourg-Gottéron |

## Karrierestatistik
(Legende zur Spielerstatistik: Sp oder GP = absolvierte Spiele; T oder G = erzielte Tore; V oder A = erzielte Assists; Pkt oder Pts = erzielte Scorerpunkte; SM oder PIM = erhaltene Strafminuten; +/− = Plus/Minus-Bilanz; PP = erzielte Überzahltore; SH = erzielte Unterzahltore; GW = erzielte Siegtore; 1 Play-downs/Relegation; Kursiv: Statistik nicht vollständig)